# 碘酸钡
碘酸钡是一种无机化合物，化学式为Ba(IO3)2，它是一种白色固体。

## 制备
碘酸钡可以碘和氢氧化钡的反应得到，也能通过氯酸钡与碘酸钾的作用产生。

## 性质
碘酸钡在580 °C（853 K）以下是稳定的，在此之上会发生Rammelsberg反应：
Ba(IO3)2 → Ba5(IO6)2 + 9 O2 + 4 I2

## 拓展链接
- Definition of Insoluble salts (precipitates)（页面存档备份，存于）; Solubility product